# Batalla d'Adrianòpolis (972)
La batalla d'Adrianòpolis del 972 es va lliurar entre els romans d'Orient i els russos de Kíev.
Sviatoslav de Kiev havia atacat Filipòpolis (Plòvdiv) el 969. El 972 amb 60.000 homes va avançar per la vall del Maritza per atacar Adrianòpolis. Joan Tsimiscés amb 30.000 homes va marxar a barrar-li el pas. Primer els arquers romans d'Orient van desorganitzar l'enemic i després la cavalleria va carregar i els va derrotar. Amb l'ajut dels vaixells del Danubi els russos foren expulsats i en el seu retorn foren atacats pels petxenegs i Sviatoslav va resultar mort. La victòria va deslliurar Constantinoble del perill rus, però va enfortir els búlgars.